# Hipódromo de Arica
El Hipódromo de Arica es un hipódromo que está ubicado en la comuna de Arica, capital de la Región de Arica y Parinacota.

## Historia

### Fundación
La ley del 24 de septiembre de 1958 que creó la Junta de Adelanto de Arica incluía en su plan de obras públicas la construcción de un hipódromo, el cual fue inaugurado el 27 de septiembre de 1964.

### Reapertura
El 12 de agosto de 2013 y tras 12 años de inactividad (desde el 25 de febrero de 2001), se anunció la reapertura del Hipódromo de Arica, el cual fue reinaugurado el 13 de octubre de 2013. Se realizaron 16 reuniones de carreras entre 2013 y 2015.

### Actualidad
El 2 de febrero de 2016, se anunció la posible inclusión del Hipódromo dentro del plano regulador de la comuna de Arica. Todas las propuestas para incluirlo dentro de ese plano regulador incluyen la desmantelación del Hipódromo para construir casas y/o departamentos, un parque o un anfiteatro. No obstante, el 22 de mayo de 2017, se mencionó la existencia de un proyecto para retomar la actividad hípica a mediano plazo en el Hipódromo.

## Clásicos

### Clásico Confraternidad Hipódromo de Arica - Jockey Club de Arequipa
Desde el año 1968 hasta 1976, alternando Arequipa y Arica como sede, se corrió el "Clásico Confraternidad", en el cual sobre la distancia de 1.800 metros participaban los mejores caballos del Hipódromo de Arica contra los mejores caballos del desaparecido Hipódromo de Porongoche, de Arequipa, Perú. Un incendio que ocurrió en el hipódromo arequipeño en 1977, sumado a la merma notoria de caballos en el Hipódromo de Arica (solo se corrían 3 o 4 carreras por semana), hizo que este clásico se disputara por última vez en 1976.

## Carreras de caballos en la playa
El 22 de marzo de 2015, por primera (y hasta el presente, única) vez en su historia, el Hipódromo de Arica organizó y realizó una reunión de carreras en la Playa Chinchorro de Arica.